# Араб-Оглы, Эдвард Артурович
Э́двард Арту́рович Араб-Оглы́ (1925—2001) — советский и российский философ, специалист по социальной философии, прогнозированию и демографии; доктор философских наук, профессор.

## Биография
С 1929 года жил в Москве. Его отец был армянин, мать — русская. Окончил географический факультет МГУ (1947) и аспирантуру Института философии (1951).
В 1951 защитил кандидатскую диссертацию по теме «Социалистическая идеология — идеология борьбы за прочный мир».
С 1965 по 1986 год был доцентом, затем профессором Академии общественных наук при ЦК КПСС. В 1967—1971 руководил отделом социологии в Институте международного рабочего движения. В 1971 году был приглашён на год во Францию — в качестве профессора Сорбонны, но поездка в Париж не состоялась.
В 1980 году защитил докторскую диссертацию по теме «Проблемы научно-технической революции и социального прогнозирования в современной идеологической борьбе».
Умер в 2001 году. Похоронен на Останкинском кладбище.